# Ingemar Kihlström
Johan Tore Ingemar Kihlström, född 9 januari 1966 i Larvs församling, Skaraborgs län, är en svensk politiker för Kristdemokraterna och riksdagsledamot sedan 2018. Han är invald i riksdagen för Västra Götalands läns södra valkrets på plats 70.
Han var ordinarie ledamot i justitieutskottet 2018–2022 och ersättare i utbildningsutskottet och försvarsutskottet. Från och med 2022 är han ledamot i socialförsäkringsutskottet. 
Kihlström har varit aktiv i kommunpolitikern i Herrljunga kommun sedan 1998 och bland annat suttit i kommunfullmäktige, kommunstyrelsen, bildningsnämnden samt som ordförande i bildningsnämnden 2003–2018.
Kihlström är högskoleingenjör. Innan riksdagsuppdraget arbetade han som inköpare hos Autoliv i Vårgårda.